# 野田町 (川越市)
野田町（のだまち）は、埼玉県川越市に存在する町丁である。現行行政地名は、野田町一丁目と野田町二丁目である。郵便番号は350-1115。

## 概要
野田町は川越市の中心市街地にある川越駅や本川越駅、川越市駅付近の西側に近い位置に存在する。当町は駅側から順に一丁目と二丁目が置かれている。当町の一丁目側の東端にJR川越線が延びる。それを挟んだ東武東上本線の川越市駅が、当町の一丁目側からは特に距離が近い。周辺の他の町丁では、北に川越線を挟んで田町、東の東田町、南に脇田新町、南西に寿町、北西に上野田町とそれぞれ接する。

## 人口と世帯
2017年（平成29年）10月1日現在、川越市による野田町の各丁の世帯数と人口数はそれぞれ以下のとおりである。
|              | 世帯数    | 人口数  | 人口数  | 人口数  |
| 総人口       | 世帯数    | 男人口  | 女人口  |         |
| 野田町一丁目 | 825世帯   | 1,687人 | 869人   | 818人   |
| 野田町二丁目 | 548世帯   | 1,115人 | 575人   | 540人   |
| 合計         | 1,373世帯 | 2,802人 | 1,444人 | 1,358人 |

## 歴史
- 1965年（昭和40年）8月1日 - 町名地番整理の実施に伴ない、大字野田の一部より野田町一丁目・二丁目が成立[5]。
- 1982年（昭和57年）4月 - 地内に川越市立野田中学校が設立される。

## 小・中学校の学区
市立小・中学校に通う場合、学区は以下の通りとなる。
| 丁目         | 番地 | 小学校           | 中学校               |
| ------------ | ---- | ---------------- | -------------------- |
| 野田町一丁目 | 全域 | 川越市立泉小学校 | 川越市立富士見中学校 |
| 野田町二丁目 | 全域 | 川越市立泉小学校 | 川越市立野田中学校   |

## 交通

### 道路
- 埼玉県道160号川越北環状線
- 入間川街道
- 河岸街道

入間川街道と河岸街道は共に川越市道である。入間川街道は当町の一・二丁目の中心を抜け、河岸街道は一丁目と二丁目の境沿いに通っている。両街道は二丁目付近で交差する箇所がある。また県道160号は二丁目内を貫き、入間川街道と交差する箇所がある。

### バス
- 西武バス（川越営業所）

当町二丁目を走る県道160号上に野田町停留所があり、川越35・36系統が担当する。本川越駅（川越35のみ）や川越駅西口を発着し、同停留所を経て尚美学園大学や川越水上公園、かすみ野方面まで運行している。

### 鉄道
JR川越線と東武東上本線の川越駅、東上線の川越市駅、西武新宿線の本川越駅が当町からいずれも東側にあり、当町一丁目側としては特に川越市駅が距離的に最も近い（ただし川越線を跨いだ場所にある）。川越駅や本川越駅までは二丁目から上記の西武バスで移動が可能である。

## 周辺
一丁目
- 日蓮正宗本種寺
- 野田神社（埜田神社）
- 野田町一丁目児童遊園
- 野田団地児童遊園

二丁目
- 川越自動車学校
- 川越市立野田中学校
- 飯能信用金庫川越支店
- 野田町二丁目児童遊園